# Imeon Range
Imeon Range är en bergskedja i Antarktis. Den ligger i Sydshetlandsöarna. Argentina, Chile och Storbritannien gör anspråk på området.
Imeon Range sträcker sig 31 kilometer i sydvästlig-nordostlig riktning. Den högsta punkten är 2 413 meter över havet.
Topografiskt ingår följande toppar i Imeon Range:
- Antim Peak
- Mount Christi
- Drinov Peak
- Evlogi Peak
- Mount Foster
- Mezek Peak
- Neofit Peak
- Norte
- Organa Peak
- Mount Pisgah
- Riggs Peak
- Sevlievski Peak
- Slatina Peak
- Slaveykov Peak
- Tsarigrad Peak